# 鳞叶阴石蕨
鳞叶阴石蕨（学名：[Humata trifoliata] 错误：{{Lang}}：文本有斜体标记（帮助））为骨碎补科阴石蕨属下的一个种。其种加词“trifoliata”意为“三叶的”。
现接受名为阴石蕨（Davallia cumingii Hook., 1846）。